# Empoasca mona
Empoasca mona är en insektsart som beskrevs av Irena Dworakowska 1994. Empoasca mona ingår i släktet Empoasca och familjen dvärgstritar. Inga underarter finns listade i Catalogue of Life.